# Goetel Glacier
Goetel Glacier är en glaciär i Antarktis. Den ligger i Sydshetlandsöarna. Argentina, Chile och Storbritannien gör anspråk på området. Goetel Glacier ligger 277 meter över havet.
Terrängen runt Goetel Glacier är huvudsakligen kuperad, men åt sydväst är den platt. En vik av havet är nära Goetel Glacier åt sydväst.  Trakten är glest befolkad. Närmaste befolkade plats är Commandante Ferraz Station, 4,0 kilometer sydväst om Goetel Glacier. 